# Saira Keltaeva
Saira Keltaeva (* 16. Mai 1961 in Kumyshkan, Viloyat Taschkent) ist eine usbekische Künstlerin, die für ihre Ölgemälde in leuchtenden, lebendigen Farben und mit ehnographisch-dekorativen Elementen bekannt ist.

## Leben
Saira Keltaeva wurde im Dorf Kumyshkan in der Region Taschkent geboren. Schon in jungen Jahren besuchte sie die Nationale Musikkunstschule, besuchte Malkurse des usbekischen Nationalkünstlers A. P. Perova und graduierte bereits 1979. Von 1979 bis 1985 studierte Keltaeva am Theater- und Kunstinstitut in Taschkent und nahm an Workshops von Y. Zorkin und Rahim Akhmedov teil. Von 1985 bis 2001 arbeitete Saira Keltaeva als Kunstlehrerin am Republikanischen Lyzeum für Bildende und Angewandte Kunst und teilte so ihre künstlerische Ausrichtung mit usbekischen Studierenden.
Seit 1989 ist Saira Keltaeva Mitglied der Creative Union of Artists an der Kunstakademie in Usbekistan. Zwischen 2001 und 2007 lebte Saira Keltaeva in Ankara und Istanbul. Heute lebt und arbeitet sie in Tashkent.

## Werk
Saira Keltaeva malt vor allem Porträts von Heldinnen aus der Zeit ihrer Vorfahren in Zentralasien und des Ostens. Sie verbindet dabei usbekische Kunsttraditionen und Bräuche mit modernen Merkmalen europäischer Gemälde. Keltaeva integriert spirituelle, mythologische, mystische sowie erotisch-sinnliche Elemente und erforscht Charakteristika weiblicher Identität. Die mythologischen Charaktere ihrer eigenen Vorfahren werden dabei mit den Mythen moderner weiblicher Ideale kombiniert. Saira Keltaeva nimmt so mit ihrer Kunst am modernen feministischen Diskurs teil. Ihre Werke wurden oft mit denen der Wiener Secession verglichen, da beide verschiedene Genres integrieren. Besonders das Werk von Gustav Klimt weist Ähnlichkeiten mit Kompositionen von Saira Keltaeva auf. Wie Klimt fokussiert sie auf den weiblichen Körper und kasachische, usbekische und tadschikische Schönheitsideale.

“Keltaeva’s artistic representations of women from “the East” continuously challenge modern and Soviet feminine standards, which tend towards artificially “made” beauty, perfection, exaggerated glamor and catwalk fashion.”

Einen wesentlichen Einfluss auf Keltaevas Entwicklung als Künstlerin hatte neben ihrem Kunststudium auch die Zeit, die sie in ihrer Kindheit bei ihrer Großmutter in einem Bergdorf verbrachte. Hier entwickelte sie eine Wertschätzung für ihre ethnische und kulturelle Geschichte und erinnerte sich an die traditionellen Stickereien, Filze und Silberschmuckstücke, die ihre Großmutter gesammelt hatte. In ihren Porträts erforscht Saira Keltaeva Ideale und Vorstellungen, die normalerweise ihren östlichen Vorfahren, den Nomaden Zentralasiens, zugeschrieben werden, und definiert sie neu. Im Stil der Moderne werden historische Heldinnen mit sinnlicher Schönheit gemalt.

### Werke (Auswahl)
- 1983: Porträt von Yeraly[6]
- 1985: Aktaschka[6]
- 1985: Aktasch. Verschneite Straße[6]
- 1985: Winter in Aktasch[6]
- 1985: Mädchen mit einem Zweig[6]
- 1985: Weiße Walnuss[6]
- 1985: Selbstporträt mit Sohn[6]
- 1987: Etüde[6]
- 1988: Kinder von Chiwa[6]
- 1996: The Swallow[1][8][A 1]
- 1996: Samarkand Noon[1][8]
- 1996: Schlucken[6]
- 1997: Sklave[6]
- 2000: Tumaris[1][8][A 2]
- 2000: Bluhen[6]
- 2000: Asia: Desired[8][A 3]
- 2000: Bayan Sulu[1][8]
- 2000: Unter den singenden Felsen von Bayan-Sulu[6]
- 2002: Aktaschka. Etüde[6]
- 2002: Töchter von Auz Khan[6]
- 2002: Mountain Amber[8][A 4]
- 2003: Altyn Shash[1][6][8][10][11][A 5]
- 2005: Garten[6]
- 2005: Blue Trout Beldersay[1][6][8][12]
- 2005: Türke. August in Istanbul[6]
- 2005 Wintertraum[6]
- 2005: Zuhause in Istanbul[6]
- 2007: Lola[6]
- 2007: Tanz mit Tulpen[6]
- 2008: Gurkoni[8]
- 2008: August[6]
- 2008: Die Steppe ist die Braut[1][6][7][8][13]
- 2008: Akmaral[1][8][14][A 6]
- 2010: Triptychon[6]
- 2010: Toumor[8][A 7]
- 2011: Steppenläufer, Triptychon[6]
- 2011: Tumbleweeds, Triptychon[8][A 8]
- 2011: Fragrance of Basil[8]
- 2011: Heeding and Obeyingl[8]
- 2011: Thanatar[6]
- Beautiful Badakhshana[7]
- Aroma of Ocimum[7]
- Pillows[7]
- The Delhi Thing[15]
- Zhibek[1][5][8]
- Winter Cherry[8]
- Autumnal Tango[8]
- Sonnet[8]
- Treasure of the East[7]
- Jamilya, the dancer[7][16]

## Ausstellungen
Werke von Saira Keltaeva werden in Museen und Kunstgalerien sowie in Privatsammlungen in Korea, China, der Türkei, Deutschland, Holland, Italien, Frankreich und den Vereinigten Staaten ausgestellt.
- How beautiful this world is …[1]
- 2011: Iskra Sheen, Saira Keltaeva und Marina Borodina in CEH AAUz P2[6][A 9]
- 2013: Women in Art, Entwicklungsprogramm der Vereinten Nationen[1]

## Preise und Auszeichnungen
- 2011: Silbermedaille der Akademie der Künste, Usbekistan[1]

## Rezeption
“For the artist this is (…) an attempt to get away from the unsightly worldly prose of today into the world of the unknown in search of the true essence of things.”

“Keltaeva’s heroines, modern and epic, are free, proudly soaring above the mundane; yet at the same time they are lonely, uncompromising and daring, which is reflected in their eyes burning magnetically. Considered together, works by Keltaeva reveal the duality of the artist playing in two dimensions at once: historical-mythological with epic characters, and a modern one, akin to the aesthetics of icons.”